# Vlksice
Vlksice település Csehországban, Píseki járásban. Vlksice Chyšky, Přeštěnice, Božetice és Nadějkov településekkel határos. Lakosainak száma 148 fő (2024. január 1.).

## Népesség
A település lakosságának változását az alábbi diagram mutatja:
| Lakosok száma | 601  | 554  | 472  | 312  | 228  | 139  | 154  | 144  | 151  | 148  |
|               | 1869 | 1890 | 1921 | 1950 | 1980 | 2001 | 2017 | 2019 | 2022 | 2024 |